# Championnat de Singapour de football 2018
Navigation
Saison 2017 Saison 2019
La saison 2018 du Championnat de Singapour de football est la quatre-vingt-sixième édition de la première division à Singapour, organisée par la fédération singapourienne sous forme d'une poule unique où toutes les équipes rencontrent trois fois leurs adversaires au cours de la saison. Il n'y a pas de relégation puisque les clubs inscrits sont des franchises, à l'image de ce qui se fait dans les championnats australien ou nord-américain.
C'est le club d'Albirex Niigata, tenant du titre, qui est à nouveau sacré cette saison après avoir terminé en tête du classement final avec vingt-trois points d'avance sur Home United. Il s'agit du troisième titre de champion de Singapour de l'histoire du club.
À l'issue de la saison, le champion se qualifie pour la Ligue des champions de l'AFC, alors que le vainqueur de la Coupe de Singapour obtient son billet pour la Coupe de l'AFC. Néanmoins, les franchises « étrangères » comme DPMM Brunei et Albirex Niigata (ainsi que les Young Lions) ne peuvent pas s'aligner en compétition asiatique pour représenter Singapour. Ainsi la place en Ligue des champions est attribuée à la meilleure formation singapourienne du classement final, à savoir le second, Home United, alors que pour la Coupe de l'AFC, après le doublé d'Albirex Niigata, c'est le 4e du classement final, Tampines Rovers, qui obtient son billet pour la phase de groupes.

## Nouveau nom, nouvelles règles
La saison 2018 est la première sous l'appellation Singapore Premier League, la fédération désire encourager le professionnalisme et l'attractivité du football à Singapour, de ce fait des nouvelles règles sont mises en application:
- Les six clubs locaux doivent avoir un minimum de six joueurs U-23, dont trois sont titularisés à chaque rencontres, un joueur U-23 quittant le terrain en première période ne peut être remplacé que part un autre U-23.
- Chaque club local doit avoir au minimum huit joueurs âgés de 24 à 30 ans. Un club avec un effectif de 25 joueurs doit avoir neuf joueurs locaux U-23 et dix joueurs locaux entre 24 et 30 ans.
- Young Lions,(la sélection U-23 de Singapour) peut avoir un effectif allant jusqu'à 33 joueurs.
- Le quota de joueurs étrangers est réduit de trois à deux par clubs.
- Albirex Niigata doit avoir une équipe composée de moitié de U-23 et l'autre moitié de U-21.
- Tous les matchs se déroulent le week end[2].

## Les clubs participants
- Albirex Niigata
- Balestier Khalsa
- DPMM Brunei
- Geylang International
- Home United
- Hougang United
- Warriors FC
- Tampines Rovers
- Young Lions

## Compétition
Le barème de points servant à établir le classement se décompose ainsi :
- Victoire : 3 points
- Match nul : 1 point
- Défaite : 0 point

### Classement final
| Rang | Équipe                | Pts | J  | G  | N | P  | Bp | Bc | Diff |
| ---- | --------------------- | --- | -- | -- | - | -- | -- | -- | ---- |
| 1    | Albirex Niigata'T'C   | 66  | 24 | 21 | 3 | 0  | 69 | 17 | +52  |
| 2    | Home United           | 43  | 24 | 12 | 7 | 5  | 48 | 36 | +12  |
| 3    | DPMM Brunei           | 41  | 24 | 11 | 8 | 5  | 46 | 38 | +8   |
| 4    | Tampines Rovers       | 40  | 24 | 12 | 4 | 8  | 43 | 27 | +16  |
| 5    | Warriors FC           | 28  | 24 | 7  | 7 | 10 | 32 | 35 | -3   |
| 6    | Balestier Khalsa      | 27  | 24 | 7  | 6 | 11 | 25 | 36 | -11  |
| 7    | Young Lions           | 21  | 24 | 5  | 6 | 13 | 25 | 46 | -21  |
| 8    | Geylang International | 20  | 24 | 5  | 5 | 14 | 26 | 57 | -31  |
| 9    | Hougang United        | 12  | 24 | 2  | 6 | 16 | 22 | 44 | -22  |

|  | Champion de Singapour 2018                                                      |
|  | Qualification pour le tour préliminaire de la Ligue des champions de l'AFC 2019 |
|  | Qualification pour la Coupe de l'AFC 2019                                       |
|  | T : Tenant du titre C : Vainqueur de la Coupe de Singapour                      |

- Albirex Niigata,  DPMM Brunei et Young Lions ne peuvent participer à une compétition continentale.

## Bilan de la saison
| Championnat de Singapour de football 2018             |                            |
| Champion                                              | Albirex Niigata (3e titre) |
| Coupes et trophées                                    |                            |
| Vainqueur de la Coupe de Singapour 2018               | Albirex Niigata            |
| Qualifications continentales                          |                            |
| Ligue des champions de l'AFC 2019 (tour préliminaire) | Home United                |
| Coupe de l'AFC 2018                                   | Tampines Rovers            |
| Promotions et relégations                             |                            |
| Promus en S-League                                    | Aucun                      |
| Relégués en NFL Division 1                            | Aucun                      |